# Crocidura virgata
Crocidura virgata е вид бозайник от семейство Земеровкови (Soricidae).

## Разпространение
Видът е разпространен в Камерун и Нигерия.